# A52 (motorväg, Schweiz)
A52 är en motorväg i Schweiz som går mellan Zumikon och Hinwil.